# Halosauropsis macrochir
Halosauropsis macrochir är en fiskart som först beskrevs av Günther, 1878.  Halosauropsis macrochir ingår i släktet Halosauropsis och familjen Halosauridae. Inga underarter finns listade i Catalogue of Life.